# Белов, Юрий Анатольевич
Юрий Анатольевич Белов (род. 31 октября 1946 года в Берлине) — советский и украинский учёный в области вычислительной математики. Доктор физико-математических наук, профессор. Академик-учредитель Академии наук высшей школы Украины (1992). Член-корреспондент Академии технологических наук РФ.

## Биография
Юрий Белов родился 31 октября 1946 года в Берлине, ГДР. В 1969 году окончил Киевский государственный университет им. Т. Г. Шевченко, механико-математический факультет, кафедра вычислительной математики. По окончании университета продолжил обучение в аспирантуре (1969—1974). В 1974 году защитил кандидатскую диссертацию на тему «Решение нелинейных краевых задач, описывающих обтекание при интенсивном вдуве газа» (руководитель — доцент А. М. Антонов). В 1971—1978 годах — ассистент, старший преподаватель, доцент кафедры теории программирования факультета кибернетики.
В 1982 году защитил докторскую диссертацию на тему «Вычислительный эксперимент при анализе и синтезе больших систем», звание профессора присвоено в 1983 году. С 1982 года работает на должности профессора кафедры численных методов математической физики. С 1994 года — заведующий кафедрой теоретической кибернетики Киевского национального университета им. Т. Шевченко.

## Научная деятельность
Основные научные интересы: теория измерительных информационно-вычислительных комплексов, математическая физика и вычислительная математика, информационная и программная поддержка управления и обмена финансовыми ресурсами и ценными бумагами в банках, акционерных обществах, моделирование механизмов мышления. Создал математическую теорию формирования облика сложных измерительных, информационно-вычислительных комплексов и систем, инструментальных средств декомпозиции и проектирования больших систем. В последние годы — участник международных проектов создания «виртуального человека».
Автор более 200 научных работ, среди которых серия монографий в пяти томах «Математическое обеспечение сложного эксперимента» (1982—1990), изданного кафедрой теоретической кибернетики, пять учебных пособий.
Разработал два нормативные курса и 12 спецкурсов. Читает спецкурсы «Методы математического моделирования измерительно-вычислительных систем», «Принципы построения моделей». Под его руководством защищено восемь кандидатских диссертаций.
С 1984 года ведёт педагогическую деятельность в университетах им. Гумбольдта, Берлин (1984, Германия), Штутгартском (1989, Германия), Майнцском (1993, Германия), Иллинойсском технологическом институте, Чикаго (1990, США), Технологическом институте Кюсю и Киотском институте технологий (1992, Япония), Венском университете (1994, 2006, Австрия), Московском государственном университете им. Н. В. Ломоносова (1996, 1998, 2000, 2002, 2004, Россия).
Член редколлегии научного журнала «Электронное моделирование».

## Награды
Награждён медалью АН СССР для молодых ученых в 1978 году. Награждён высшим отличием земли Баден-Вюртемберг (Штутгарт, Германия).

## Труды
- Математическое обеспечение сложного эксперимента: Обработка измерений при исследовании сложных систем: К., 1982. Т. 1 (соавтор);
- Математические модели при измерениях. К., 1983. Т. 2;
- Основы теории математического моделирования сложных радиотехнических систем. К., 1985. Т. 3;
- Приближенные методы решения задач математического моделирования сложных систем. К., 1986. Т. 4;
- Проблемы построения математического и программного обеспечения измерительно-вычислительных комплексов. К., 1990. Т. 5;
- Компьютерный поиск мишени, анализ гена и белка Р 53 // ЭО. 2002. Т. 24, № 3 (соавтор);
- Про теоретико-можливісний підхід до побудови нечіткої реляційної алгебри // Доп. НАНУ. 2002. № 11 (соавтор).
- Бєлов Ю. А. Як соціум обирає свій шлях // Вісник НАН України, № 9, 2007, с. 29—42
- Белов Ю. А., Бичков О. С., Чулічков А.І Математичні моделі, методи й алгоритми теоретичної та прикладної інформатики (Рекомендовано Міністерством освіти та науки України як навчальний посібник для студентів вищих навчальних закладів. (лист № 1.4/18-Г-2452 від 02.12.08)) // К.: «ФПФН», 2009 р. 226 с.
- Бєлов Ю. А., Рабинович З. Л. Пам’ять людини й мислення — образне й символьне (концептуальне модельне відтворення) // Доповіді Національної академії наук України, 2009, № 3. — с. 61—66.
- Бєлов Ю. А., Рабинович З. Л. Память человека и мышление — образное и символьное, концептуальное модельное представление // Доклады Академии наук, 2009, т. 427, № 6. — с. 761—764.
- Бєлов Ю. А., Бичков О. С., Заворотний А. Л., Меркур’єв М. Г. Reduction measurements for calculation in Fuzzy experiment scheme and soft modelling of dynamic processes in a Non-crisp conditions // Simulation and Optimization Methods in Risk and Reliability Theory, Series: Advances in Operations Research, 2009, p. 113—136
- Бєлов Ю. А., Карнаух Т. О., Коваль Ю. В., Ставровський А. Б. Вступ до програмування мовою C++. Том 1. Організація обчислень // К.: ДП «Інформаційно-аналітичне агентство», 2010 р. 132 с.
- Бєлов Ю. А., Тарасюк О. В. Моделювання вищих когнітивних функцій людиноподібного інтелекту як процесу породження сенсів // Доповіді Національної академії наук України, 2011, № 6. — с. 40—43.